# Serrapinnus
Serrapinnus és un gènere de peixos de la família dels caràcids i de l'ordre dels caraciformes.

## Taxonomia
- Serrapinnus calliurus (Boulenger, 1900)[2]
- Serrapinnus heterodon (Eigenmann, 1915)[3]
- Serrapinnus kriegi (Schindler, 1937)[4]
- Serrapinnus microdon (Eigenmann, 1915)[3]
- Serrapinnus micropterus (Eigenmann, 1907)[5]
- Serrapinnus notomelas (Eigenmann, 1915)[3]
- Serrapinnus piaba (Lütken, 1875)[6][7][8][9][10][11][12][13]